# Dicallaneura princessa
Dicallaneura princessa är en fjärilsart som beskrevs av Grose-smith 1894. Dicallaneura princessa ingår i släktet Dicallaneura och familjen Riodinidae. Inga underarter finns listade i Catalogue of Life.